# Przedsiębiorstwo Połowów Dalekomorskich i Usług Rybackich „Gryf”
Przedsiębiorstwo Połowów Dalekomorskich i Usług Rybackich „Gryf” – szczecińskie państwowe przedsiębiorstwo armatorskie, prowadzące połowy i konserwację ryb z wykorzystaniem własnych flot dalekomorskich statków rybackich. Stacjonarna działalność firmy obejmowała także portową produkcję rybnych wyrobów i konserw, włączając także ich składowanie oraz spedycję na rynek krajowy i na eksport.

## Historia
PPDiUR „Gryf” zostało utworzone na podstawie zarządzenia nr 85 ministra żeglugi z dnia 19 kwietnia 1957 roku, jako trzecie w kraju państwowe przedsiębiorstwo połowów dalekomorskich. Przedsiębiorstwem kierowała kadra przejęta ze zlikwidowanego w tym czasie Centralnego Zarządu Rybołówstwa Morskiego. Zadaniem przedsiębiorstwa było prowadzenie połowów ryb morskich i ich zabezpieczenie przed zepsuciem oraz transport ich do kraju, a także obsługa zaopatrzeniowa i transportowa polskich dalekomorskich statków rybackich łowiących na Morzu Północnym. W kwietniu 1960 roku na podstawie zarządzenia nr 47 ministra żeglugi i gospodarki wodnej ze struktury przedsiębiorstwa wyłączono statki bazy rybołówstwa dalekomorskiego i przekazano je do powstającego przedsiębiorstwa Dalekomorskie Bazy Rybackie. Kolejna reorganizacja przedsiębiorstwa nastąpiła w 1962 roku na podstawie zarządzenia nr 151 ministra żeglugi z 31 grudnia 1961 r., gdy przejęto Zakłady Rybne w Szczecinie i utworzono w przedsiębiorstwie strukturę wielozakładową. Tym samym zakres działalności przedsiębiorstwa uległ znacznym zmianom, gdyż firma nie świadczyła już usług zaopatrzeniowych i transportowych na łowiskach dla dalekomorskiej floty rybackiej, a jednocześnie rozszerzyła swoją działalność o przetwórstwo właściwe ryb, jak i produkcję konserw. W 1970 roku nastąpiła jeszcze jedna reorganizacja, gdy w skład PPDiUR „Gryf” włączono ponownie zadania dotyczące obsługi transportowej i zaopatrzeniowej polskiej dalekomorskiej floty rybackiej na podstawie kolejnego zarządzenia nr 94 ministra żeglugi z dnia 1 stycznia 1970 r., którym zlikwidowano przedsiębiorstwo Dalekomorskie Bazy Rybackie, a zadania tego przedsiębiorstwa wraz ze statkami i ich załogami przekazano do PPDiUR „Gryf”. Po upływie następnych niecałych pięciu lat zarządzeniem nr 45 ministra handlu zagranicznego i gospodarki morskiej dnia 22 czerwca 1975 r. Pion Floty Pomocniczej PPDiUR „Gryf” wraz ze statkami bazami, statkami transportowymi i chłodnicowcami rybołówstwa oraz ich załogami przekazano do nowo utworzonego Przedsiębiorstwa Przemysłowo-Usługowego Rybołówstwa Morskiego „Transocean”. W 1985 roku PPDiUR „Gryf” przejął przylegające do nabrzeża Bułgarskiego tereny i obiekty po byłych Zakładach Mięsnych, zarządzając od tego momentu całym 10 km nabrzeżem w porcie rybackim w Szczecinie.
Już w końcu lat 60. rozpoczął się trwający kilkanaście lat proces niekorzystnych zmian w swobodnym dotąd dostępie do szelfowych łowisk, na których łowiły statki rybackie przedsiębiorstwa. Zgodnie z zasadą wolności mórz dostęp do wydajnych łowisk położonych na szelfach państw przybrzeżnych był przez lata dostępny dla statków rybackich wszystkich bander, z wyjątkiem wąskich 3- albo 12-milowych pasów wód terytorialnych. W tamtym czasie tylko kilka państw ogłosiło swoje 200-milowe morskie strefy ekonomiczne (Argentyna, Ekwador, Chile) albo 100-milowe strefy zastrzeżone dla narodowego rybołówstwa (Cejlon, Ghana, Peru, Nigeria, Indie). Jednak to obowiązujące wiele lat prawo wolności mórz i swobodnego dostępu do łowisk szelfowych, wobec zauważalnych pierwszych objawów przełowienia na łowiskach, coraz częściej było kwestionowane przez państwa przybrzeżne, które zaczęły ograniczać działalność połowową obcych statków rybackich na przylegających do ich wybrzeży łowiskach i wprowadzać jednostronnie narodowe 200-milowe strefy ekonomiczne wyłączone ze swobodnego rybołówstwa dla statków innych bander. Na początku dotyczyło to łowisk europejskich Morza Północnego, potem Zachodniego Atlantyku, Georges Bank, łowisk arktycznych Labradoru i Nowej Fundlandii, Zachodniej Grenlandii oraz łowisk w rejonie Falklandów, a także Morza Beringa i Morza Ochockiego na Pacyfiku. Na początku lat 80. ten proces zawłaszczenia łowisk został zakończony i usankcjonowany prawnie konwencjami międzynarodowymi. Odtąd na wszystkich łowiskach szelfowych połowy w 200-milowych strefach ekonomicznych były możliwe tylko pod warunkiem uzyskania zgody na odłowienie określonych kwot połowowych albo założenia spółek rybackich z miejscowymi firmami czy też wykupienia dość drogich licencji połowowych, co znacznie obniżało rentowność działalności połowowej przedsiębiorstwa. Na te procesy nałożyły się jeszcze dodatkowo trudności lat dziewięćdziesiątych występujące w krajowej gospodarce narodowej, co doprowadziło do załamania się rentowności przedsiębiorstwa i w efekcie marcu 1991 roku dyrekcja PPDiUR „Gryf” wystąpiła do Ministerstwa Transportu i Gospodarki Morskiej z propozycją podziału przedsiębiorstwa na 3 niezależne od siebie firmy. Wniosek został zaakceptowany i zarządzeniem nr 232 ministra z 17 października 1991 roku nastąpił podział firmy na trzy niezależne przedsiębiorstwa państwowe: Przedsiębiorstwo Połowów Dalekomorskich i Usług Rybackich „Gryf”, Przedsiębiorstwo Przemysłu Spożywczego „Gryfryb” i Przedsiębiorstwo Produkcyjno-Usługowe „Port Rybacki Gryf”. W nowej strukturze organizacyjnej i własnościowej PPDiUR „Gryf” rozpoczął działalność w 1992 roku, jednak pogłębiające się trudności z dostępem do wydajnych łowisk, coraz niższa rentowność działalności połowowej na bardzo odległych od portów krajowych łowiskach i ciągle rosnące koszty zakupu licencji połowowych oraz wzrastający coraz bardziej koszt utrzymania w gotowości technicznej starzejących się statków rybackich, jak i trudności na rynku krajowym z uzyskaniem kredytów obrotowych spowodowało skumulowanie się trudności ekonomicznych do tego stopnia, że w 2000 roku firma utraciła płynność finansową i dyrekcja z poparciem Rady Pracowniczej złożyła wniosek do organu założycielskiego o postawienie PPDiUR „Gryf” w stan likwidacji. Proces likwidacji trwał do około 2004 roku, gdyż były duże trudności ze zbyciem statków. Z trzech przedsiębiorstw utworzonych w 1992 roku, po podzieleniu PPDiUR „Gryf”, przetrwało tylko Przedsiębiorstwo Produkcyjno-Usługowe Port Rybacki „Gryf”, które w 2001 roku przekształciło się w spółkę z o.o., a w 2014 roku z tej spółki wydzielono nową niezależną spółkę z o.o. o nazwie „Gryf Nieruchomości”. W 2016 roku spółka z o.o. PPU Port Rybacki „Gryf” zmieniła nazwę na Centrum Logistyczne „GRYF” Sp. z o.o.

## Działalność przedsiębiorstwa
Przedsiębiorstwo rozpoczęło działalność z dniem 1 maja 1957 roku, a jego statki rybackie na pierwsze połowy na Morzu Północnym wypłynęły wiosną 1958 roku odławiając do końca tego roku 5827 ton śledzia i dostarczając statkami bazami na łowiska zaopatrzenie i odbierając złowioną rybę przez statki wszystkich polskich armatorów rybackich oraz transportując ją do kraju. W 1970 roku złowiono już 73 360 ton ryb i wyprodukowano 3600 ton konserw i wyrobów rybnych. W 1990 roku złowiono 140 000 ton ryb własnymi statkami i skupiono w morzu ze statków rybackich innych bander oraz zamrożono 30 000 ton ryb, a także wyprodukowano 42 000 ton wyrobów rybnych.

## Statki dalekomorskie
Przedsiębiorstwo w 1958 roku przejęło od PPDiUR „Dalmor” w Gdyni statki bazy rybołówstwa dalekomorskiego (m/s/Morską Wolę, m/s Kaszuby i łącznikowiec m/s Jastarnię) wraz z ich załogami, a od PPDiUR „Odra” w Świnoujściu przejęło w latach 1958–1960 wraz z załogami 53 lugrotrawlery typu B-11 i B-17, 3 lugry oraz 18 trawlerów parowych typu B-14.
Przejęte lugry budowane jeszcze w latach trzydziestych były już statkami zupełnie wyeksploatowanymi, gdyż miały za sobą 20-letni okres eksploatacji, a stosunkowo nowsze, bo zbudowane w krajowych stoczniach w latach 1951–1957 lugrotrawlery typu B-11 i B-17 (popularnie nazywane „ptaszkami” lub” kulikami”), które były budowane w celu prowadzenia połowów ryb zarówno holowanymi włokami, jak i dryfującymi pławnicami, okazały się statkami niezbyt udanymi, z uwagi na stosunkowo małą ich stateczność, jak i niezadawalające zdolności połowowe. W drugiej połowie lat 60. przedsiębiorstwo rozpoczęło proces modernizacji swojej floty łowczej i stopniowo wycofywało z eksploatacji nieefektywne i nierentowne w eksploatacji lugry oraz lugrotrawlery, z których 20 przeznaczono na złom, 14 sprzedano za granicę, a pozostałe przekazano na inne cele.
Jednocześnie zamawiano w krajowych stoczniach nowoczesną flotę dużych i uprzemysłowionych trawlerów zamrażalni typu B-23, typu B-29 i B-29s, a następnie trawlerów przetwórni typu B-418/III, typu B-89, typu B-407 i typu B-672 co umożliwiło prowadzenie połowów na łowiskach Północnego Atlantyku, na łowiskach szelfu Zachodniej Afryki, a w następnych latach na łowiskach wokół wysp Falklandzkich oraz łowiskach Pacyfiku na Morzu Beringa i Morzu Ochockim.
Jednak brak perspektyw na zapewnienie stabilnego dostępu do wydajnych łowisk powodował, że w ostatnich latach działalności PPDiUR „Gryf” budżet państwa, z którego dotychczas finansowano zakupy statków rybackich w polskich stoczniach, nie był skłonny zlecać budowy nowych statków i w efekcie następowało starzenie się floty, której średni wiek w 1999 roku określano już na 21,5 roku.
Stan floty PPDiUR „Gryf” w kolejnych dziesięcioleciach przedstawia poniższe zestawienie
| Rok  | Liczba statków |
| ---- | -------------- |
| 1958 | 23             |
| 1960 | 76             |
| 1970 | 57             |
| 1980 | 31             |
| 1990 | 27             |
| 2000 | 10             |

Typy eksploatowanych przez PPDiUR” Gryf” statków rybackich oraz statków obsługi rybołówstwa zostały przedstawione na poniższych planszach.

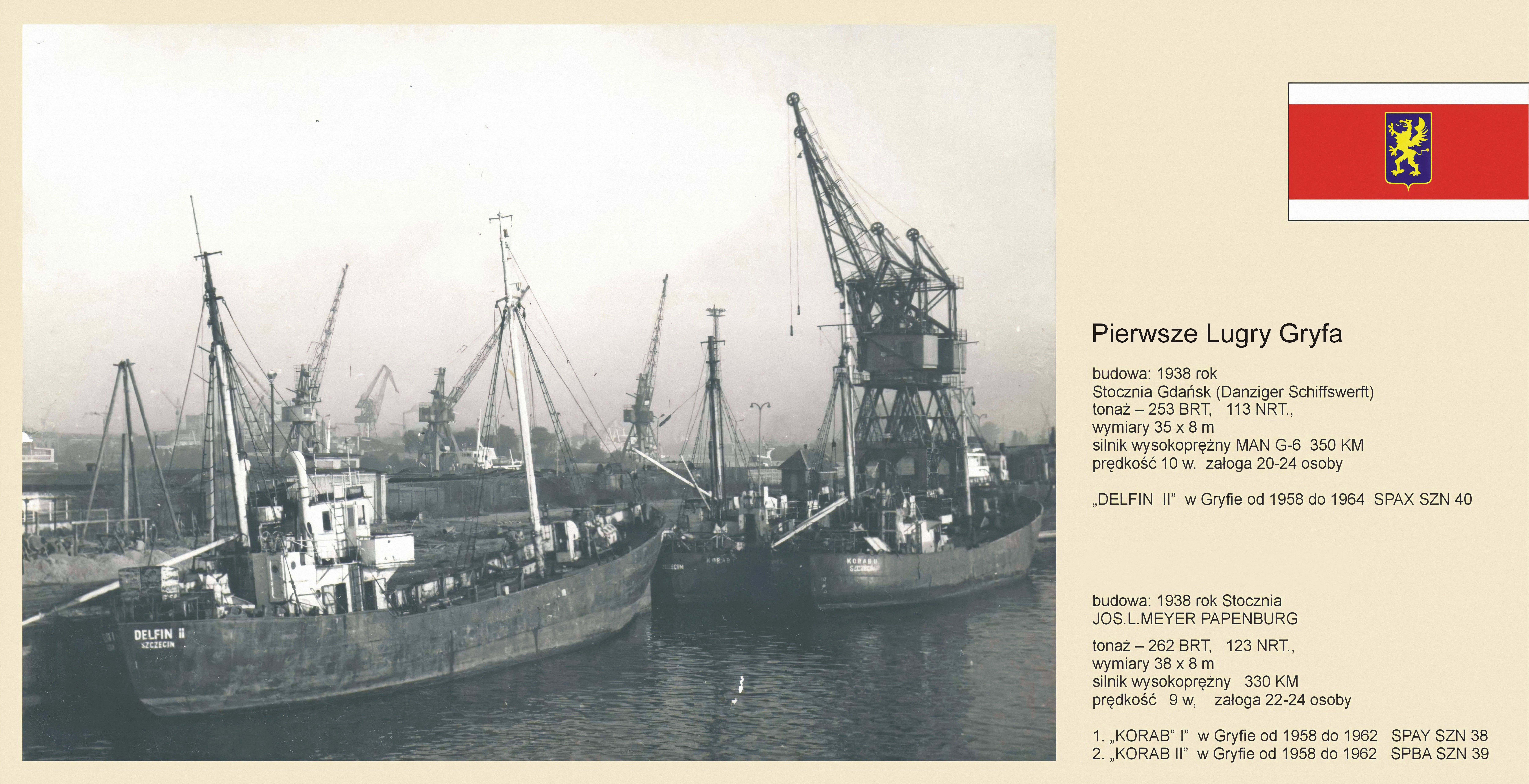
Pierwsze Lugry Gryfa
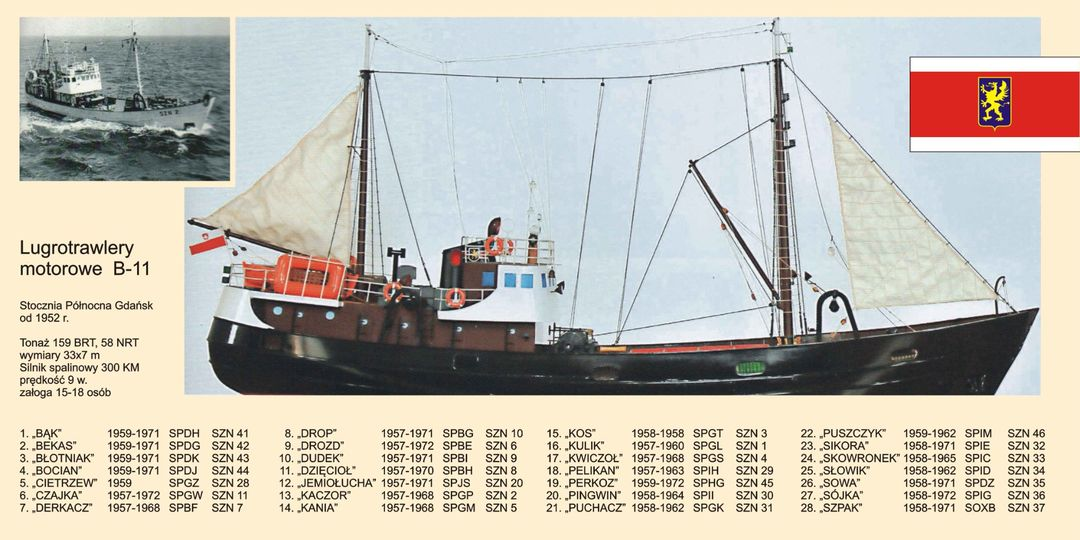
B-11
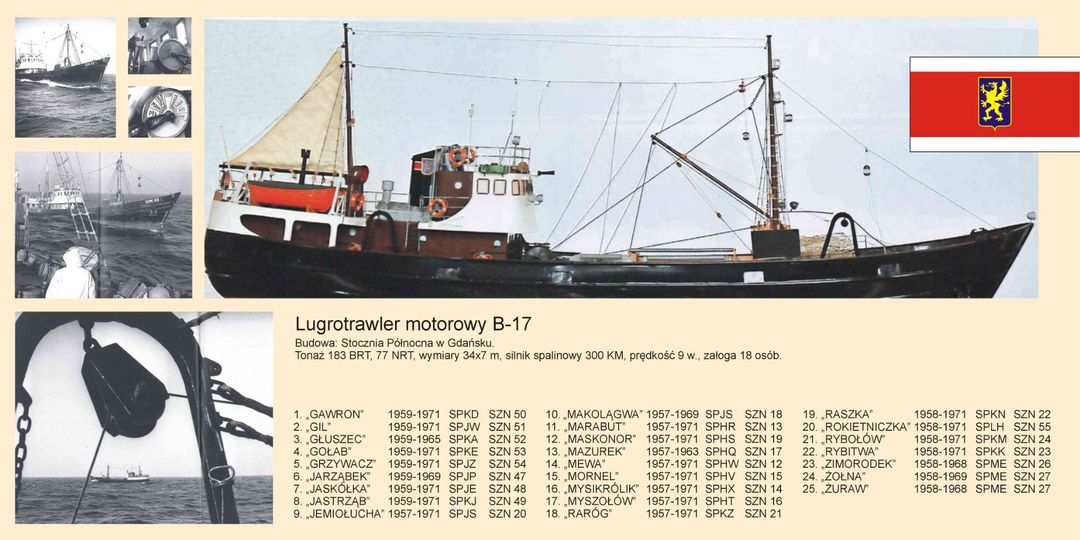
B-17
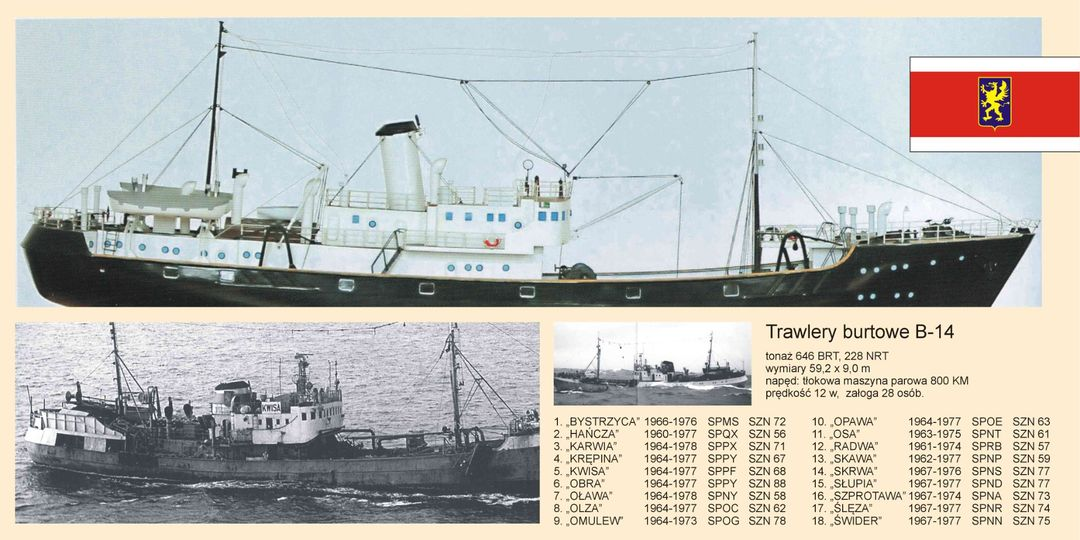
B-14
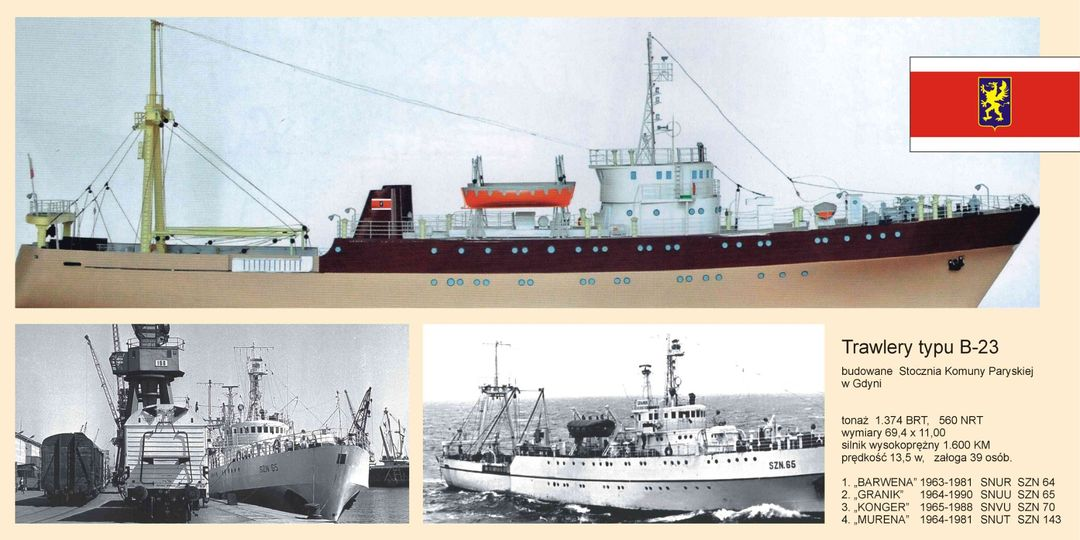
B-23
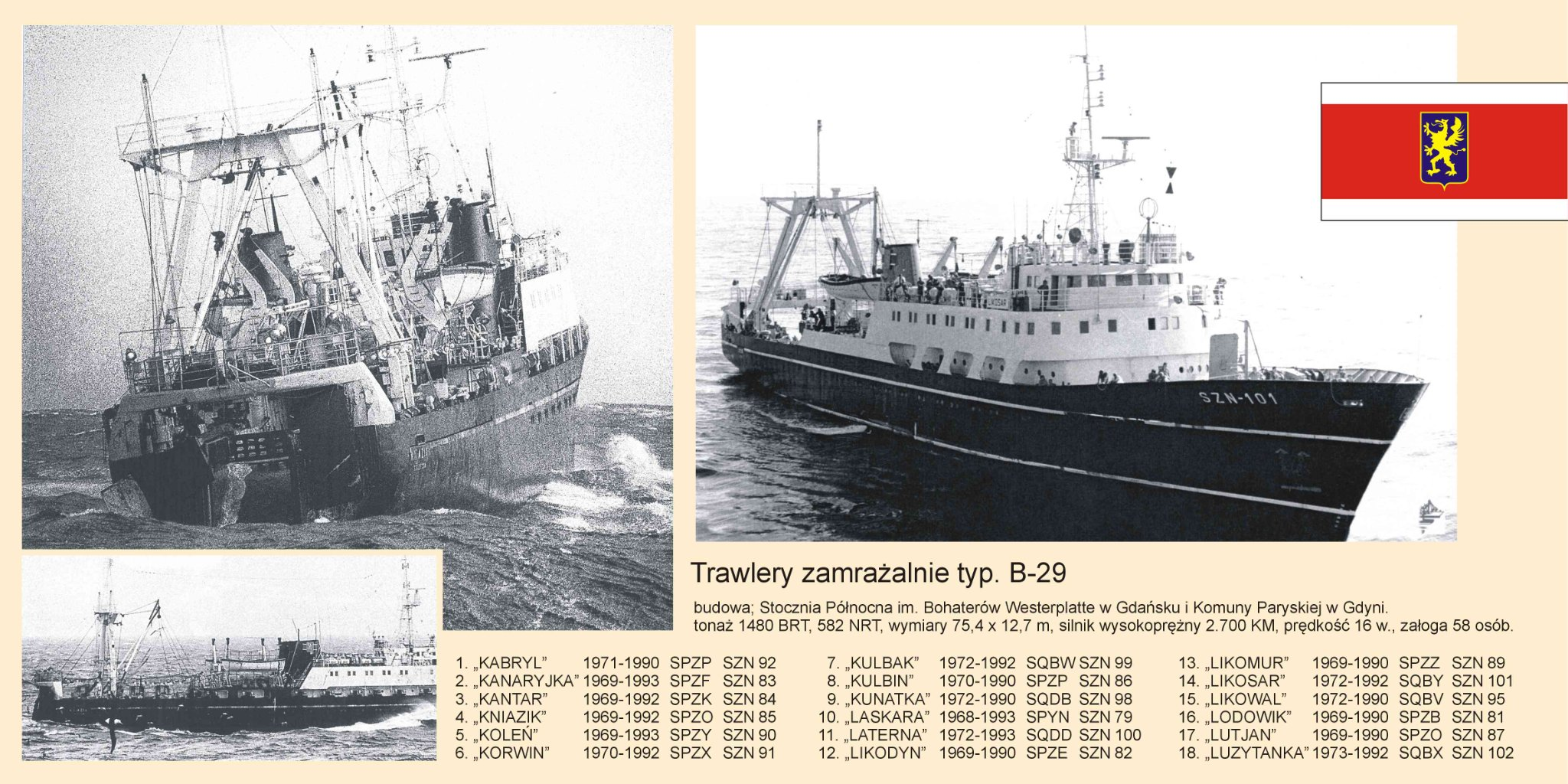
B-29
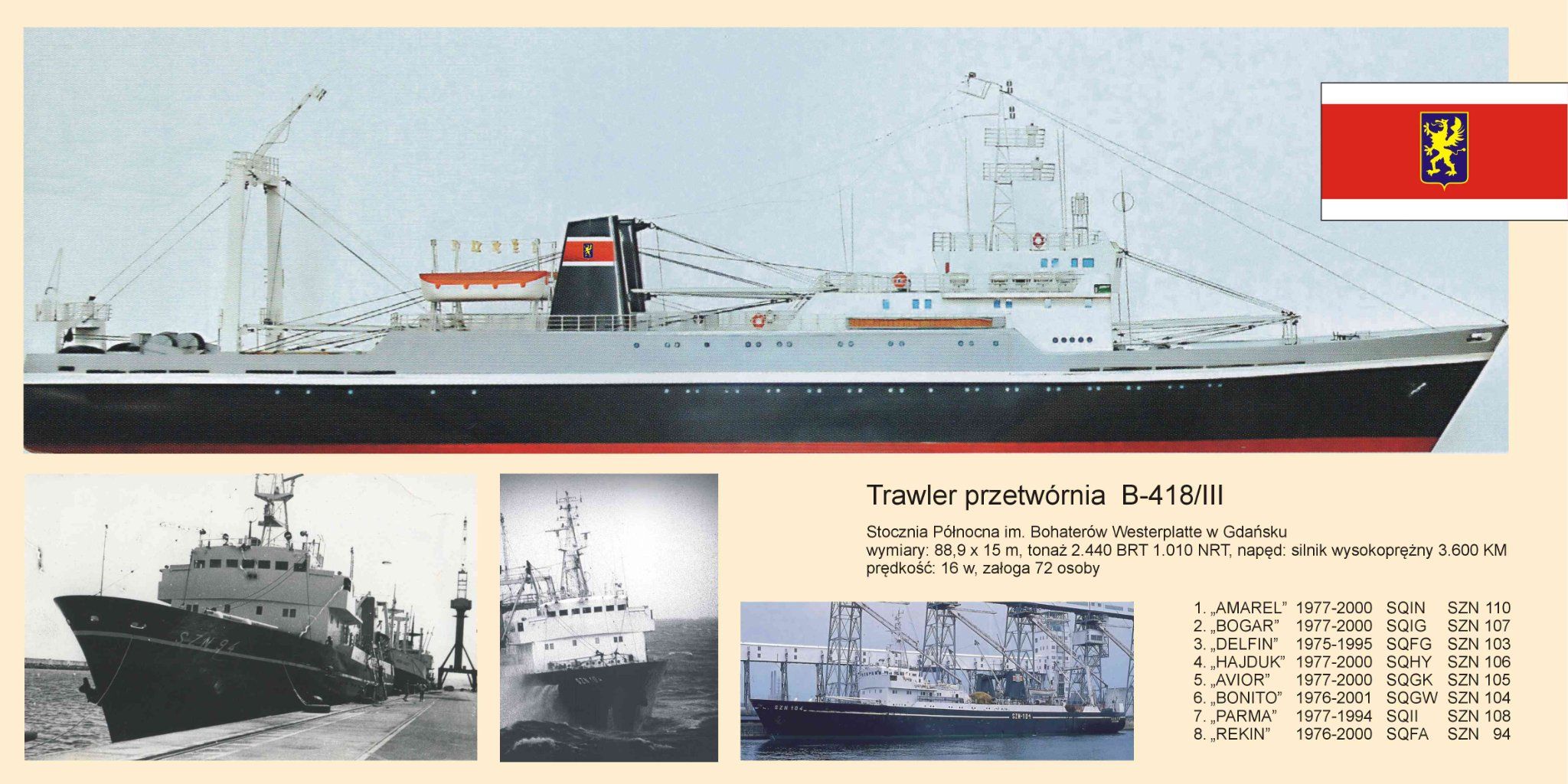
B-418
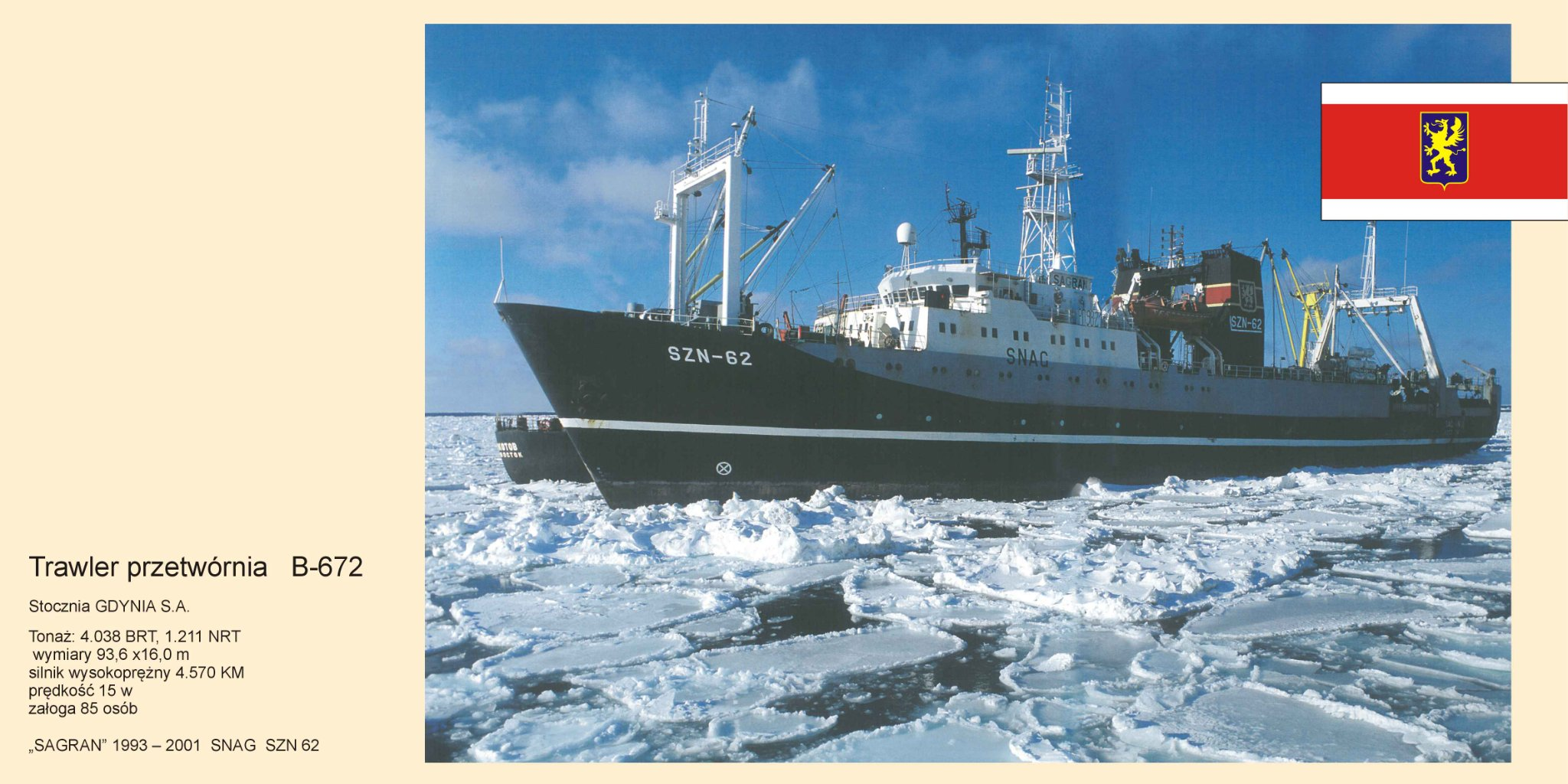
B-672
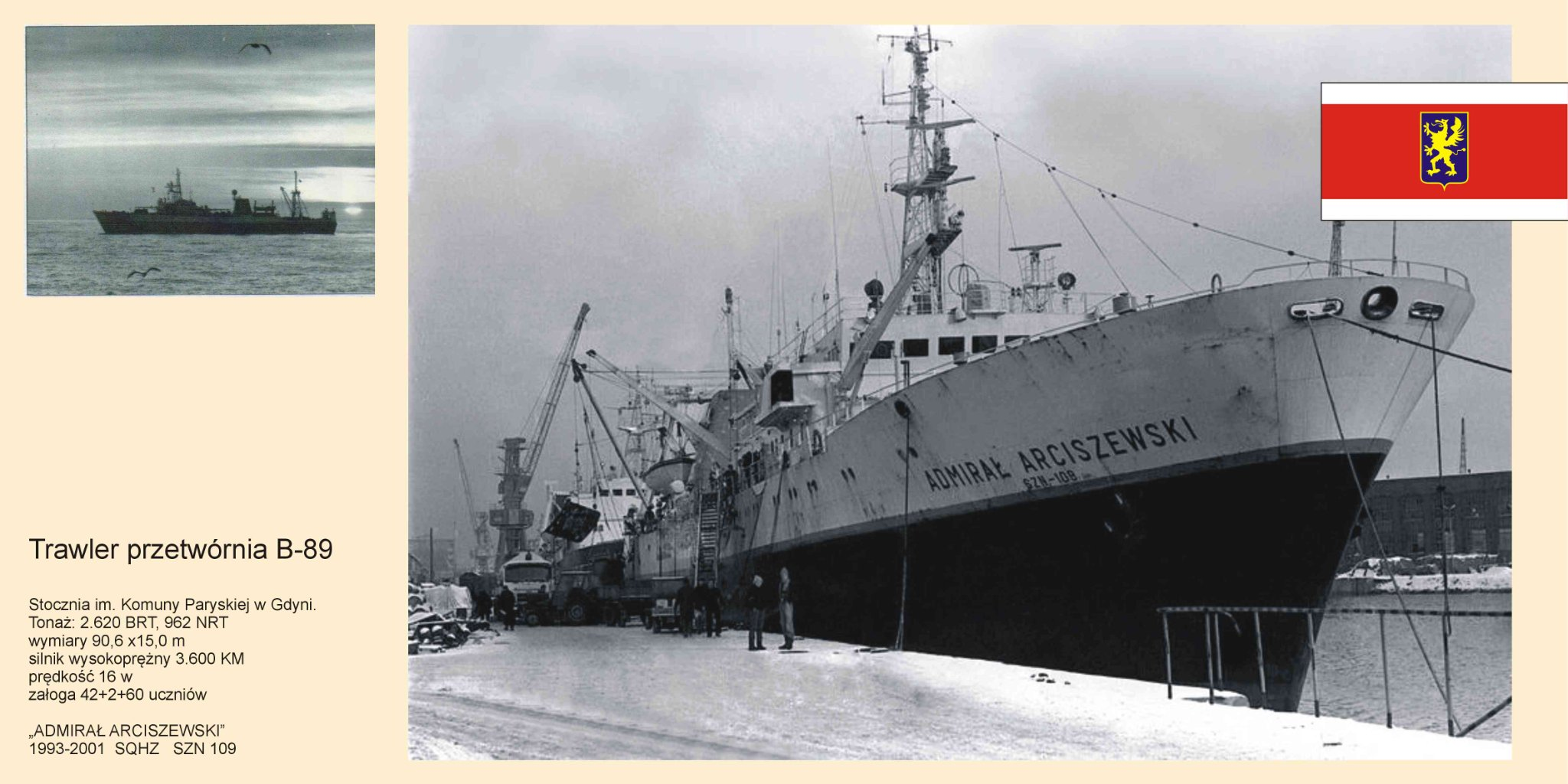
B-89
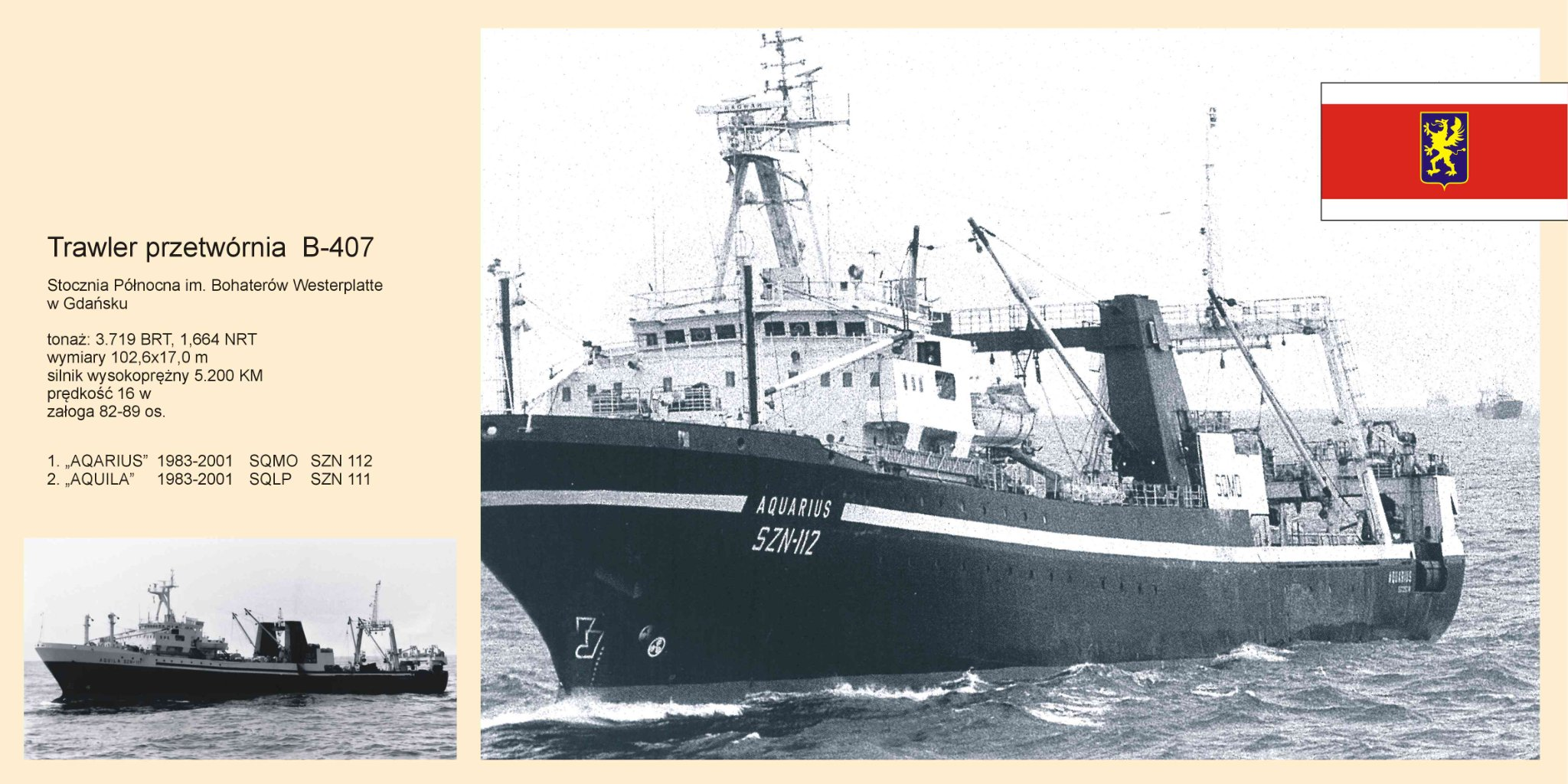
B-407
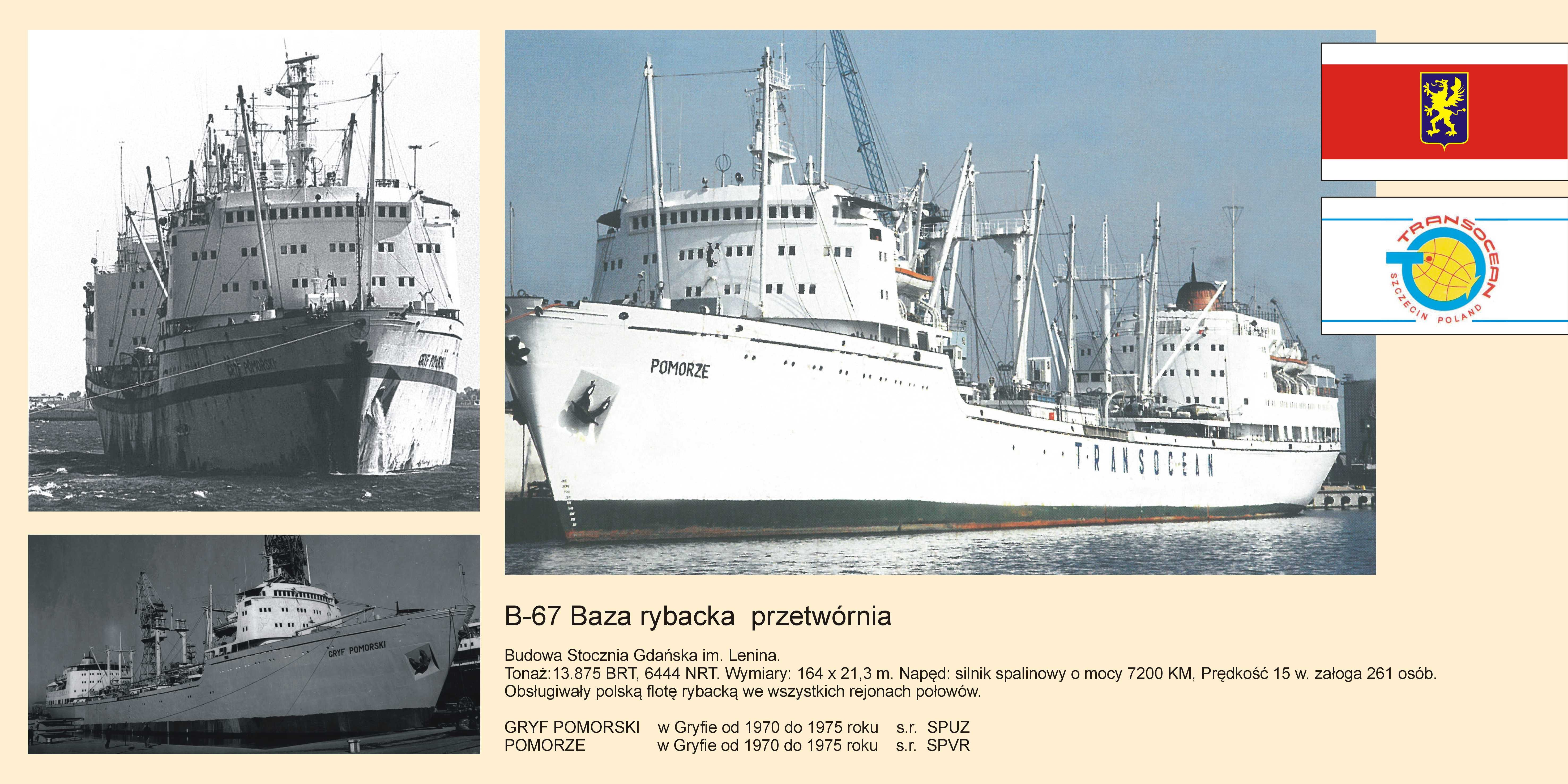
B-67
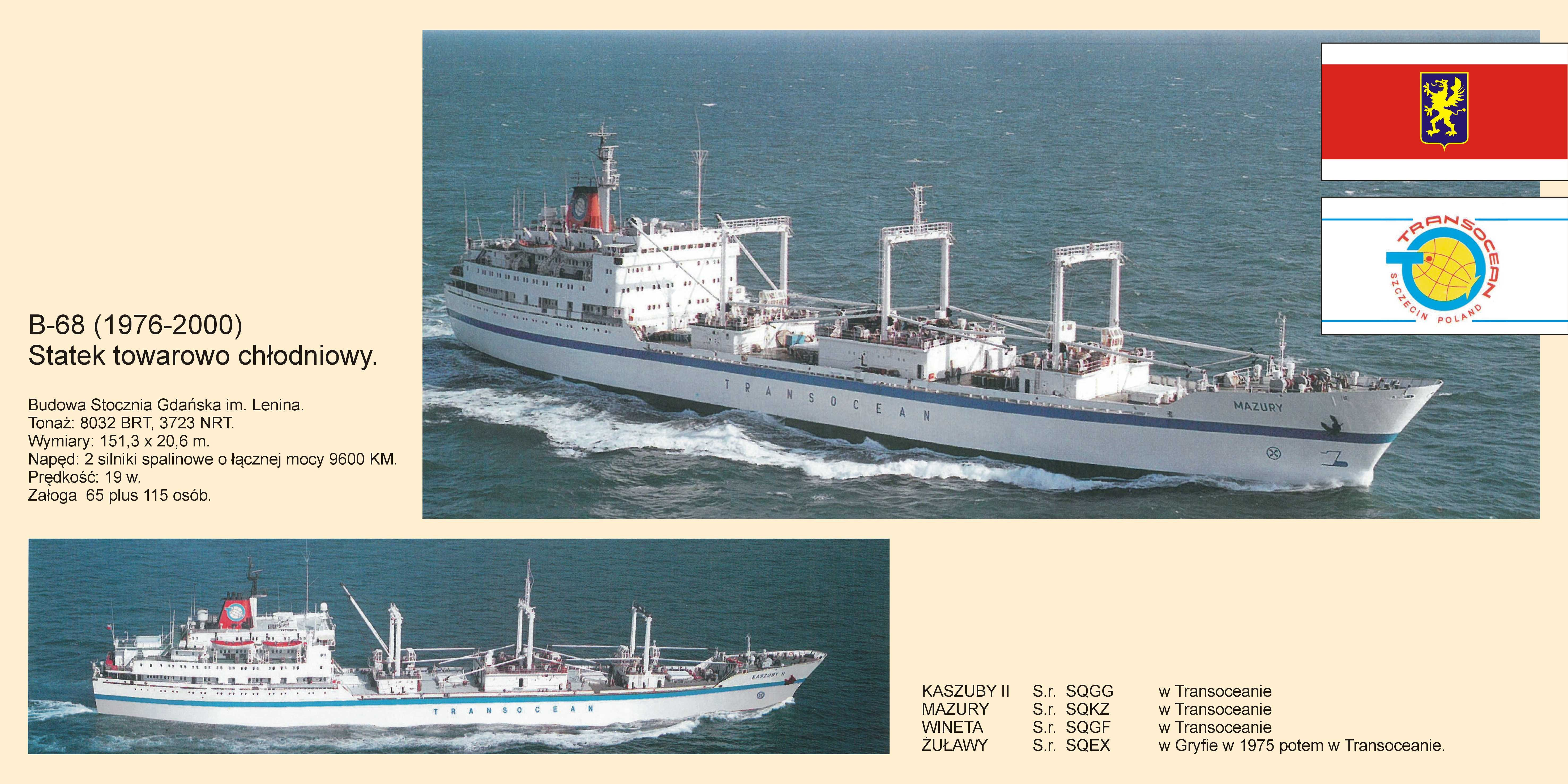
B-68
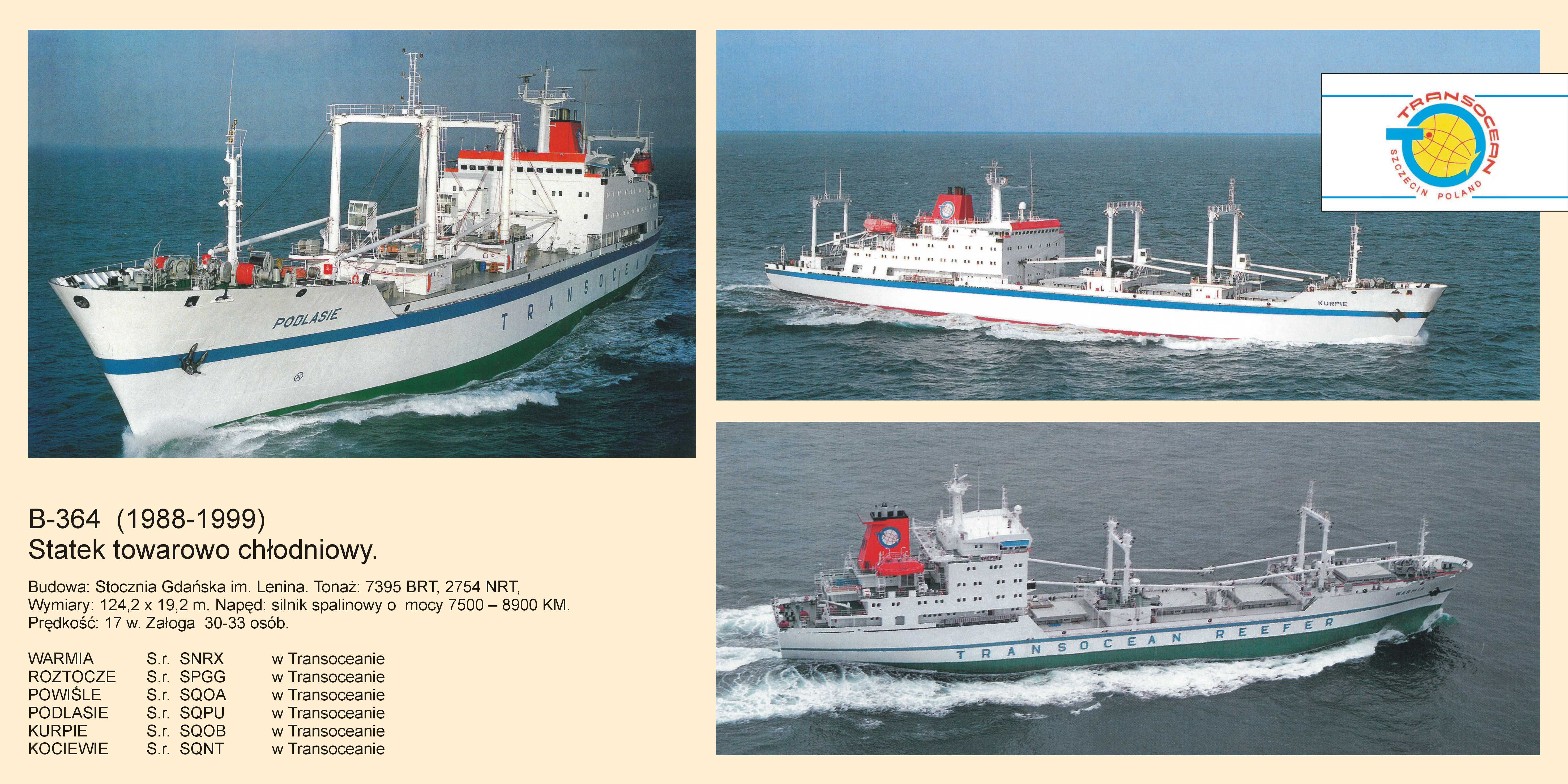
B-364
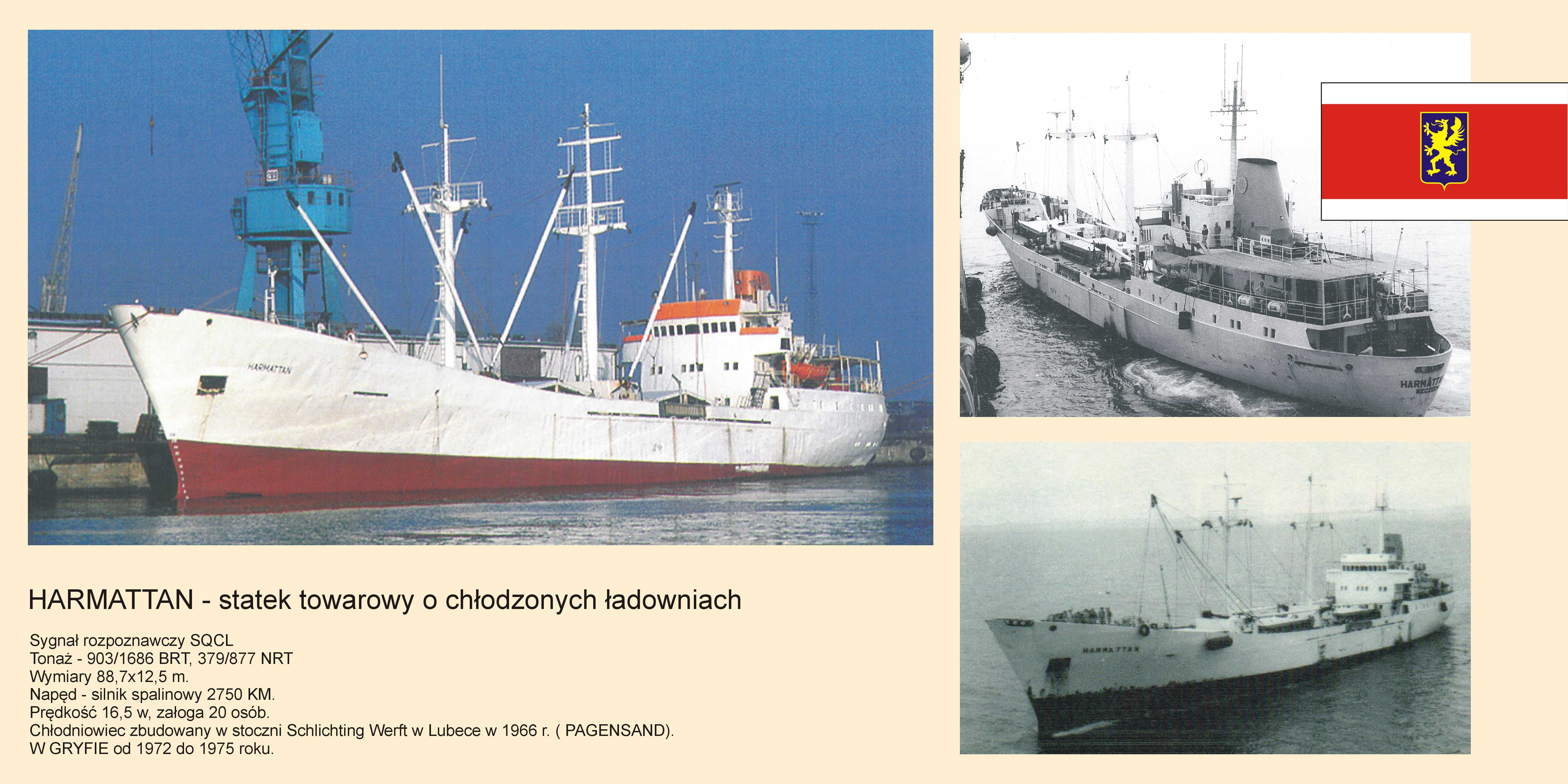
Harmattan
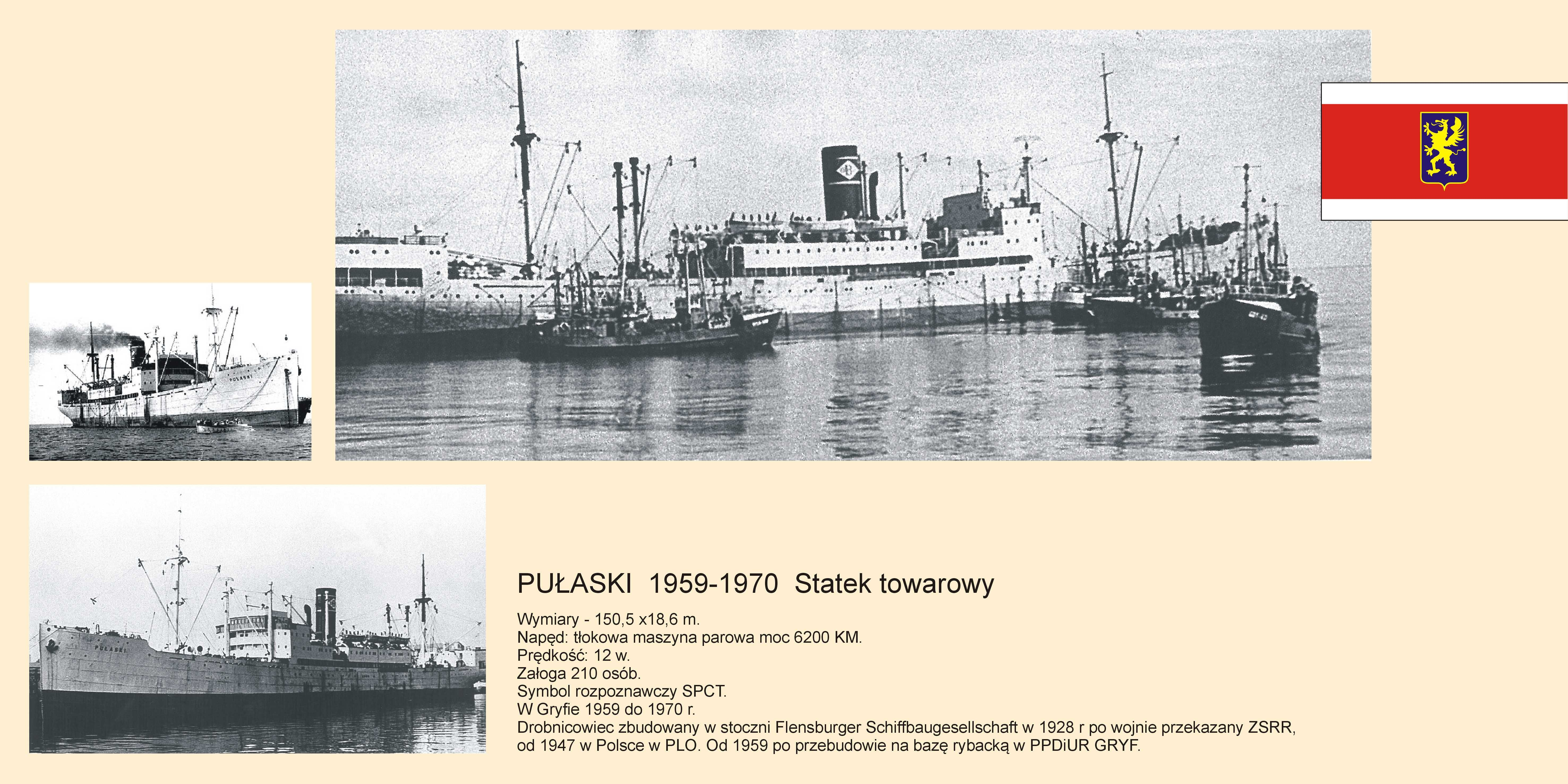
Pułaski
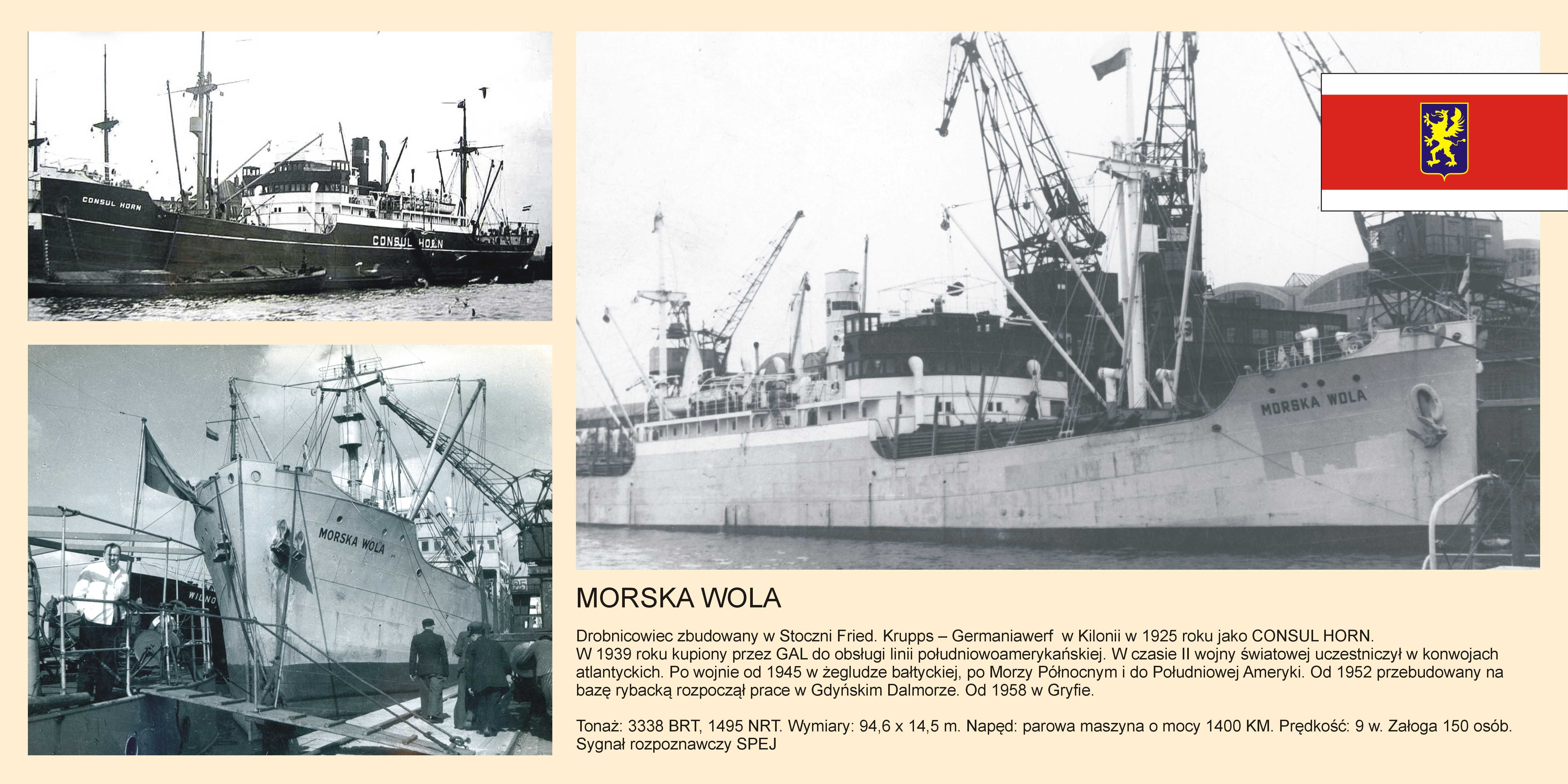
Morska Wola
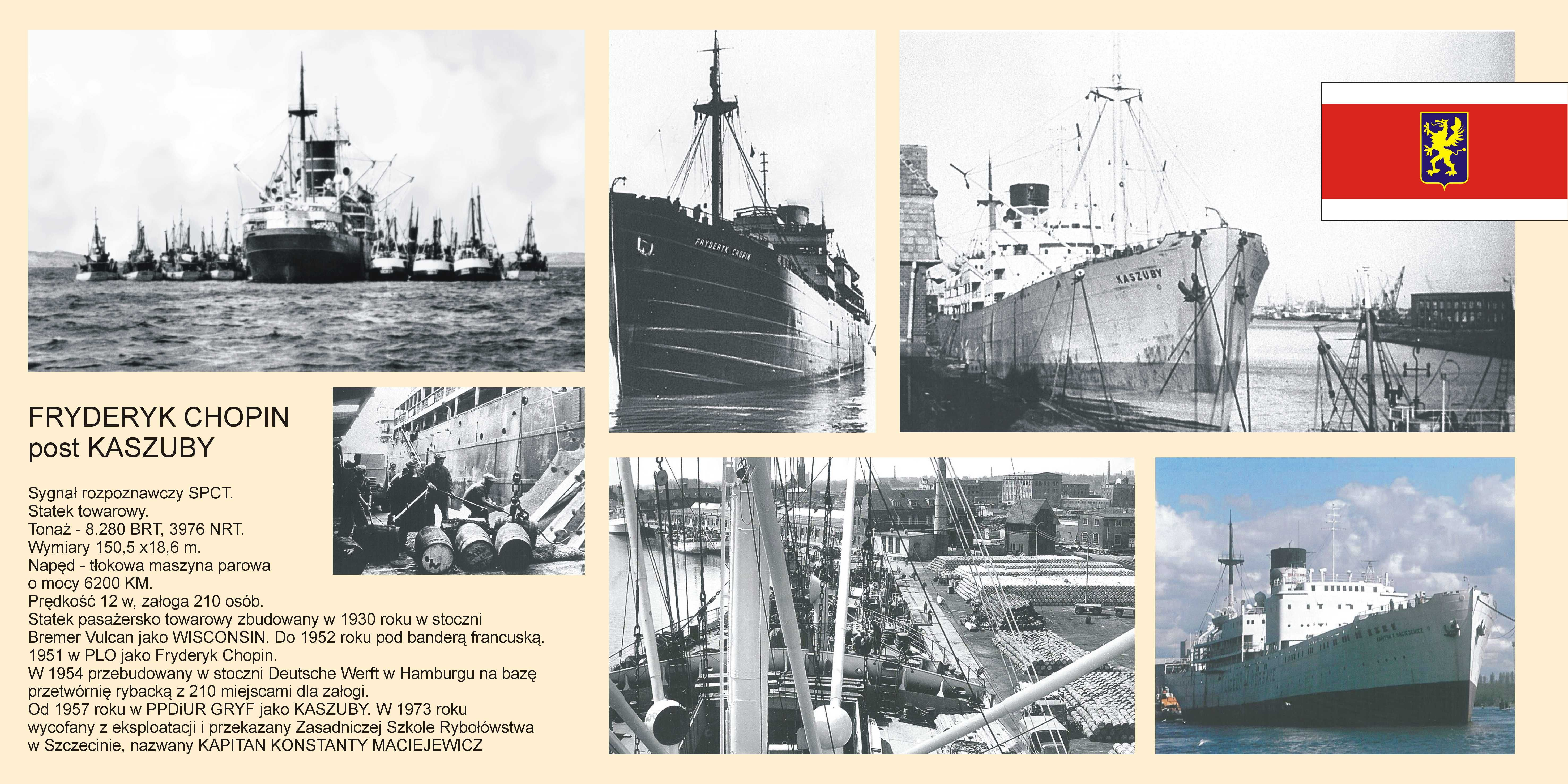
Kaszuby / Fryderyk Chopin

## Organizacja przedsiębiorstwa
Struktura organizacyjna przedsiębiorstwa od początku jego powstania nie była stabilna i ulegała wraz z upływem lat wielokrotnym zmianom, wynikającym z kolejnych zarządzeń ministerstwa. W pierwszym okresie działalności przedsiębiorstwo było zorganizowane w formie dużych wydziałów podlegających pionom floty pomocniczej, połowów, przetwórstwa wstępnego i pionu technicznego. W 1960 roku nastąpiła zmiana organizacji przedsiębiorstwa, gdy zadanie obsługi polskich dalekomorskich statków rybackich przejęło przedsiębiorstwo Dalekomorskie Bazy Rybackie wraz ze statkami i załogami floty pomocniczej. Przedsiębiorstwo zorganizowało w tym czasie swój Armatorski Ośrodek Remontowy i odpowiednio go wyposażyło, w którym przez wiele lat we własnym zakresie przeprowadzano remonty statków łowczych, w tym prawie wszystkie remonty międzyrejsowe statków oraz około połowy remontów rocznych. W 1962 roku utworzono w przedsiębiorstwie strukturę wielozakładową po przejęciu Zakładów Rybnych w Szczecinie, które włączono w strukturę PPDiUR „Gryf” jako Zakład Produkcji Konserw, obok istniejących już Zakładu Połowów i Zakładu Przetwórstwa Wstępnego. W latach 1970 i 1975 nastąpiły kolejne dwie reorganizacje, gdy PPDiUR „Gryf” najpierw ponownie przejął zadanie obsługi transportowej i zaopatrzeniowej polskiej dalekomorskiej floty rybackiej, a po upływie następnych niecałych pięciu lat zadanie to przekazał, tym razem już na stałe, nowo utworzonemu przedsiębiorstwu Przemysłowo-Usługowemu Rybołówstwa Morskiego „Transocean”, które przejęło wraz z załogami dość już rozbudowaną tym czasie ilościowo flotę pomocniczą rybołówstwa morskiego, na którą składały się dwa nowe statki bazy, trzy statki chłodniowce oraz jeden łącznikowiec. W tej strukturze organizacyjnej PPDiUR „Gryf” już bez większych istotnych zmian, poza połączeniem Zakładu Połowów z Zakładem Przetwórstwa Wstępnego co nastąpiło w latach 80., funkcjonował do końca 1991 roku, gdy to wydzielono z niego 3 niezależne od siebie przedsiębiorstwa państwowe. Powstał wtedy w nowej formie organizacyjnej PPDiUR „Gryf”, którego zadaniem było wyłącznie prowadzenie połowów swoimi statkami rybackimi, a pozostały majątek i zadania przejęły dwa nowo utworzone państwowe firmy: Przedsiębiorstwo Przemysłu Spożywczego „Gryfryb” i Przedsiębiorstwo Produkcyjno-Usługowe „Port Rybacki Gryf”. W nowej strukturze organizacyjnej PPDiUR „Gryf” prowadził połowy ryb do końca 2000 roku, gdy to wskutek narastających z roku na rok strat ponoszonych na działalności połowowej i braku możliwości uzyskana kredytu na spłatę zobowiązań finansowych postawiony został w marcu 2001 roku w stan likwidacji.

## Zatrudnienie
| Rok  | Liczba pracowników |
| ---- | ------------------ |
| 1958 | 1231               |
| 1960 | 1976               |
| 1970 | 5500               |
| 1980 | 5000               |
| 1990 | 4800               |
| 2000 | 1100               |

## Dyrektorzy naczelni, syndyk
| Lata      | Imię i nazwisko dyrektora naczelnego |
| --------- | ------------------------------------ |
| 1957–1958 | Zdzisław Muszyński                   |
| 1959–1960 | Juliusz Hebel                        |
| 1961–1962 | Franciszek Bukatko                   |
| 1963–1970 | Jan Klonowski                        |
| 1971–1979 | Józef Baj                            |
| 1980–1980 | Mariusz Rybiński                     |
| 1980–1983 | Maksymilian Jędrzejczyk              |
| 1983–1989 | Jerzy Neja                           |
| 1989–1990 | Stanisław Wesołowski                 |
| 1991–2000 | Piotr Jasnowski                      |
| 2001–2004 | Michał Kucharuk (syndyk)             |

## Siedziba

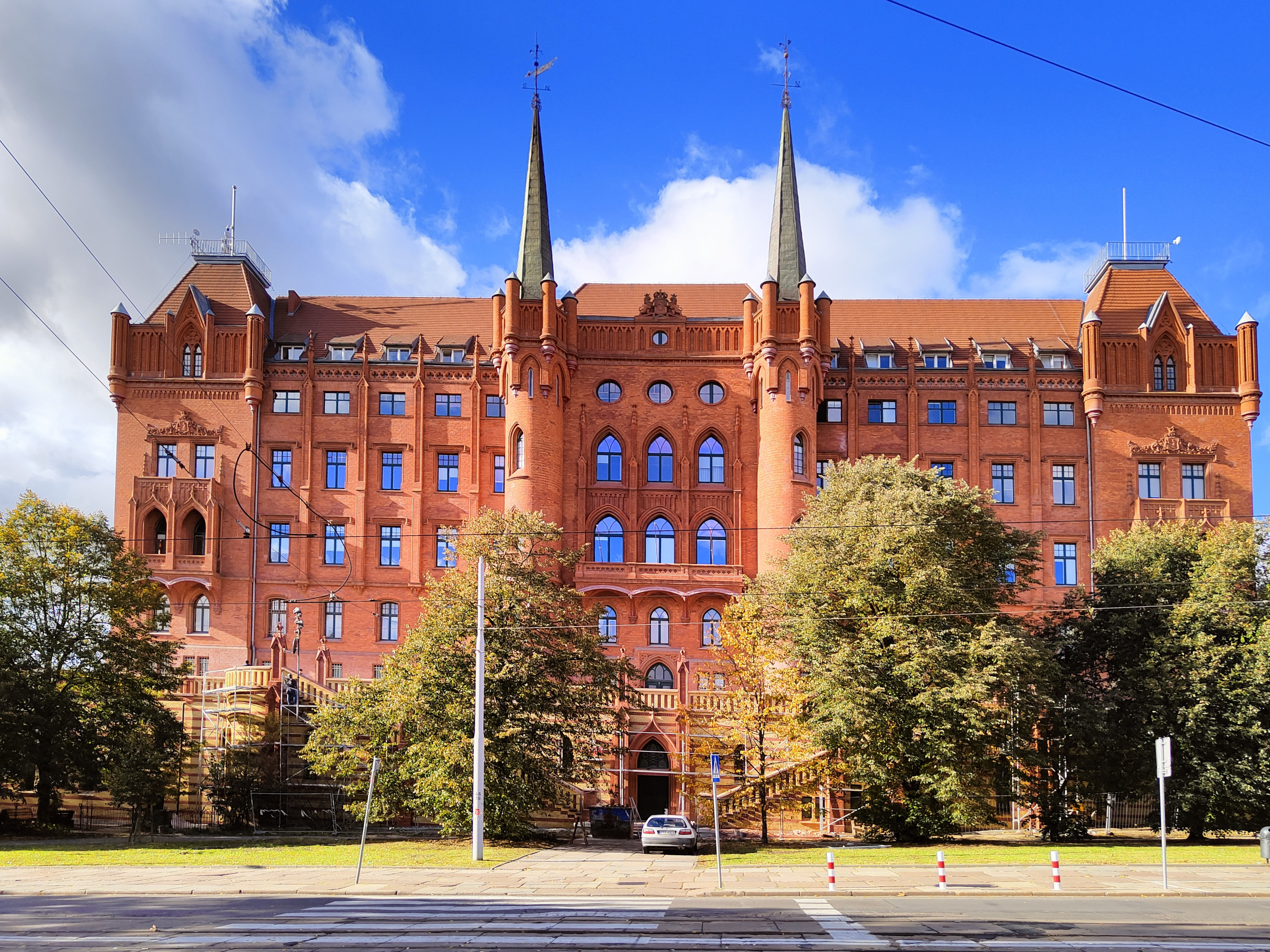
Dawna Siedziba PPDiUR „Gryf”

Przedsiębiorstwo kilkakrotnie zmieniało swoją siedzibę zarządu. Pierwotnie pion zarządu mieścił się w budynku na Wałach Chrobrego, gdzie obecnie mieści się Akademia Morska. Po paru latach przeniesiono się do Czerwonego Ratusza na Placu Batorego 4, następnie w 1991 roku przeniesiono się na ulicę Władysława IV, a w 1994 roku przeniesiono się do budynku byłego Domu Rybaka przy ulicy Małopolskiej.
Piony eksploatacji statków, przetwórstwa wstępnego oraz przeładunków portowych od początku zlokalizowano na przejętej od Zarządu Portu w Szczecinie części nabrzeża Bułgarskiego, przy którym stały wówczas zrujnowane cztery budynki administracyjne oraz zniszczone kompletnie dwie hale magazynowe. Budynki i hale magazynowe oraz częściowo wypalony budynek Domu Rybaka wyremontowano, zbudowano drogi i bocznicę kolejową oraz place składowe, a z czasem przejęto po zlikwidowanych Zakładach Mięsnych pozostałą część nabrzeża Bułgarskiego dysponując od tego momentu 10 km linią nadbrzeża, na którym wybudowano nową chłodnię w której można jednorazowo składować 9 tys. ton ryb mrożonych. Przedsiębiorstwo dysponowało terenem o powierzchni 18,5 ha, a ponadto dzierżawiło przez wiele lat od Zarządu Portu budynek magazynowy przy nabrzeżu Rumuńskim oraz eksploatowało nabrzeża Mak i Oko, gdzie wybudowano chłodnię na 2 tys. ton ryb mrożonych, a w budynkach przy ulicy Dębogórskiej produkowano kilkadziesiąt rodzajów konserw rybnych, w tym także popularną konserwę rybną o nazwie paprykarz szczeciński.